# Petrell del Herald
El Petrell del Herald (Pterodroma heraldica) és un ocell marí de la família dels procel·làrids (Procellariidae), d'hàbits pelàgics que cria a l'illa de Pasqua, Ducie, Tuamotu, Tonga i Marqueses i que es dispersa cap al nord, fins al Pacífic Nord. Hom l'ha considerat una subespècie de Pterodroma arminjoniana.